# Monete commemorative moderne statunitensi
Le monete commemorative moderne statunitensi presenti nella seguente lista, riguardano quelle emesse dal 1982, con la moneta dell'anniversario della nascita di George Washington.

## Anni '80

### 1982
| Moneta | Caratteristiche                                                  | Dritto                               | Rovescio                  | Tiratura                                                                 | Immagine          |
| ------ | ---------------------------------------------------------------- | ------------------------------------ | ------------------------- | ------------------------------------------------------------------------ | ----------------- |
| 50¢    | 250esimo anniversario della nascita di George Washington KM# 208 | George Washington cavalca un cavallo | Mount Vernon con l'aquila | 10 000 000 (autorizzate) 4 894 044 S (prove) 2 210 458 D (non circolate) | Obverse · reverse |

### 1983
| Moneta | Caratteristiche                      | Dritto                 | Rovescio        | Tiratura                                                                                   | Immagine          |
| ------ | ------------------------------------ | ---------------------- | --------------- | ------------------------------------------------------------------------------------------ | ----------------- |
| $1     | Giochi della XXIII Olimpiade KM# 209 | Il discobolo di Mirone | Testa di aquila | 50 000 000 (autorizzate) 1 577 025 S (prove) 294 543 P 174 017 D 174 014 S (non circolate) | Obverse · Reverse |

### 1984
| Moneta | Caratteristiche                      | Dritto | Rovescio | Tiratura                                                                                      | Immagine          |
| ------ | ------------------------------------ | --- | -------- | --------------------------------------------------------------------------------------------- | ----------------- |
| $1     | Giochi della XXIII Olimpiade KM# 210 | Copia a grandezza naturale di atleti maschili e femminili in cima all'Olympic Gateway al Los Angeles Memorial Coliseum | Aquila   | 50 000 000 (autorizzate) 1 801 210 S (prove) 217 954 P 116 675 D 116 675 S (non circolate)    | Obverse · Reverse |
| $10    | Giochi della XXIII Olimpiade KM# 211 | Corridori con la torcia olimpica                                                                                       | Aquila   | 2 000 000 (autorizzate) 33 309 P 34 533 D 48 551 S 381 085 W (prove) 75 886 W (non circolate) | Obverse · Reverse |

### 1986
| Moneta | Caratteristiche              | Dritto                                                                                              | Rovescio                                                                  | Tiratura                                                           | Immagine |
| ------ | ---------------------------- | --------------------------------------------------------------------------------------------------- | ------------------------------------------------------------------------- | ------------------------------------------------------------------ | -------- |
| 50¢    | Statua della Libertà KM# 212 | Vista da dietro della Statua e una visione da dietro di una nave di migranti nel porto di New York. | Famiglie immigranti coi loro effetti personali sulla soglia dell'America. | 25 000 (autorizzate) 6 925 627 S (prove) 928 008 D (non circolate) | obverse  |
| $1     | Statue of Liberty KM# 214    | La statua con Ellis Island Immigration Center sullo sfondo.                                         | La torcia della Libertà con alcune iscrizioni.                            | 10 000 (autorizzate) 6 414 638 S (prove) 723 635 P (non circolate) | obverse  |
| $5     | Statua della Libertà KM# 215 | Volto della Statua                                                                                  | Aquila in volo                                                            | 500 000 (autorizzate) 404 013 W (prove) 95 248 W (non circolate)   | obverse  |

### 1987
| Moneta | Caratteristiche                                  | Dritto                                                              | Rovescio                                                                     | Tiratura                                                              | Immagine          |
| ------ | ------------------------------------------------ | ------------------------------------------------------------------- | ---------------------------------------------------------------------------- | --------------------------------------------------------------------- | ----------------- |
| $1     | Costituzione degli Stati Uniti d'America KM# 220 | Un fascio di pergamene, una penna d'oca e le parole "We the People" | Figure umane che rappresentano la diversità culturale e sociale dell'America | 10 00 000 (autorizzate) 2 747 116 S (prove) 451 629 P (non circolate) | Obverse · Reverse |
| $5     | Costituzione degli Stati Uniti d'America KM# 221 | Un'aquila che tiene una penna                                       | Le parole"We the People" e una penna d'oca                                   | 1 000 (autorizzate) 651 659 W (prove) 214 225 W (non circolate)       | Obverse · Reverse |

### 1988
| Moneta | Caratteristiche                     | Dritto                                                            | Rovescio                                     | Tiratura                                                           | Immagine          |
| ------ | ----------------------------------- | ----------------------------------------------------------------- | -------------------------------------------- | ------------------------------------------------------------------ | ----------------- |
| $1     | Giochi della XXIV Olimpiade KM# 222 | Le torce della Libertà e olimpica si uniscono in un'unica fiamma. | Logo del Comitato olimpico degli Stati Uniti | 10 000 (autorizzate) 1 359 366 S (prove) 191 368 D (non circolate) | Obverse · Reverse |
| $5     | Giochi della XXIV Olimpiade KM# 223 | Nike                                                              | Fiamma olimpica                              | 1 000 (autorizzate) 281 456 W (prove) 62 913 W (non circolate)     | Obverse · Reverse |

### 1989
| Moneta | Caratteristiche                                                | Dritto                                          | Rovescio                                            | Tiratura                                                        | Immagine          |
| ------ | -------------------------------------------------------------- | ----------------------------------------------- | --------------------------------------------------- | --------------------------------------------------------------- | ----------------- |
| 50¢    | Bicentenario del Congresso degli Stati Uniti KM# 224           | Busto della statua della Libertà di Washington. | Campidoglio                                         | 4 000 (autorizzate) 762 198 S (prove) 163 753 D (non circolate) |                   |
| $1     | Bicentenario del Congresso degli Stati Uniti KM# 225           | Statua della Libertà a Washington               | Mace of the House of Representatives                | 3 000 (autorizzate) 762 198 S (prove) 135 203 D (non circolate) | Obverse · Reverse |
| $5     | Bicentenario del Congresso degli Stati Uniti d'America KM# 226 | Cupola del Campidoglio                          | Aquila sul soffitto della camera del vecchio Senato | 1 000 (autorizzate) 164 690 W (prove) 46 899 W (non circolate)  | Obverse · Reverse |

## Anni '90

### 1990
| Moneta | Caratteristiche                                                 | Dritto                    | Rovescio | Tiratura                                                          | Immagine          |
| ------ | --------------------------------------------------------------- | ------------------------- | --- | ----------------------------------------------------------------- | ----------------- |
| $1     | 100º anniversario della nascita di Dwight D. Eisenhower KM# 227 | due profili di Eisenhower | La casa di Eisenhower vicino a Gettysburg (Pennsylvania), adesso parte del Eisenhower National Historic Site | 4 000 (autorizzate) 1 144 461 P (prove) 241 669 W (non circolate) | Obverse · Reverse |

### 1991
| Moneta | Caratteristiche                         | Dritto                                              | Rovescio                                                     | Tiratura                                                            | Immagine |
| ------ | --------------------------------------- | --------------------------------------------------- | ------------------------------------------------------------ | ------------------------------------------------------------------- | -------- |
| 50¢    | Anniversario del Monte Rushmore KM# 228 | Monte Rushmore                                      | Bisonte americano                                            | 2 500 000 (autorizzate) 753 257 S (prove) 172 754 D (non circolate) | obverse  |
| $1     | Anniversario del Monte Rushmore KM# 229 | Monte Rushmore                                      | Stemma degli Stati Uniti d'America e mappa degli Stati Uniti | 2 500 000 (autorizzate) 738 419 S (prove) 133 139 P (non circolate) |          |
| $5     | Anniversario del Monte Rushmore KM# 230 | Un'aquila vola sopra il monte                       | Le parole "Mount Rushmore National Memorial"                 | 500 000 (autorizzate) 111 991 W (prove) 31 959 W (non circolate)    |          |
| $1     | Guerra di Corea KM# 231                 | Soldato                                             | Mappa della Corea e un'aquila calva                          | 1 000 (autorizzate) 618 488 P (prove) 213 049 D (non circolate)     |          |
| $1     | Anniversario dell'USO KM# 232           | Bandierina dell'USO e le parole "50th Anniversary." | Aquila sopra un mappamondo                                   | 1 000 (autorizzate) 321 275 S (prove) 124 958 D (non circolate)     |          |

### 1992
| Moneta | Caratteristiche                                                                                 | Dritto                                       | Rovescio                                                           | Tiratura                                                          | Immagine |
| ------ | ----------------------------------------------------------------------------------------------- | -------------------------------------------- | ------------------------------------------------------------------ | ----------------------------------------------------------------- | -------- |
| 50¢    | Giochi della XXV Olimpiade KM# 233                                                              | Ginnasta                                     | "Citius, Altius, Fortius," e la torcia olimpica                    | 6 000 (autorizzate) 519 645 S (prove) 161 607 P (non circolate)   |          |
| $1     | Giochi della XXV Olimpiade KM# 234                                                              | Brocca                                       | Anelli olimpici, due rami d'olivo, uno scudo e la scritta "USA".   | 4 000 (autorizzate) 504 505 S (prove) 187 552 D (non circolate)   |          |
| $5     | Giochi della XXV Olimpiade KM# 235                                                              | velocista                                    | Anelli olimpici e il Great Seal of the United States.              | 500 000 (autorizzate) 77 313 W (prove) 27 732 W (non circolate)   |          |
| $1     | duecentesimo anniversario della Casa Bianca KM# 236                                             | La Casa Bianca                               | Busto di James Hoban.                                              | 500 000 (autorizzate) 375 851 W (prove) 123 803 D (non circolate) |          |
| 50¢    | Cinquecentesimo anniversario della scoperta dell'America da parte di Cristoforo Colombo KM# 237 | Colombo approda su un nuovo mondo            | Cristoforo Colombo e la Niña, Pinta, and Santa María.              | 1 000 (autorizzate) 390 }154 S (prove) 135 702 D (non circolate)  |          |
| $1     | Cinquecentesimo anniversario della scoperta dell'America da parte di Cristoforo Colombo KM# 238 | Colombo, un globo e le navi                  | In una metà una nave e nell'altra la U.S. Space Shuttle Discovery. | 4 000 (autorizzate) 385 241 P (prove) 106 949 D (non circolate)   |          |
| $5     | Cinquecentesimo anniversario della scoperta dell'America da parte di Cristoforo Colombo KM# 239 | Colombo di fronte a una mappa delle Americhe | Stemma di Colombo                                                  | 500 000 (autorizzate) 79 730 W (prove) 24 329 W (non circolate).  |          |

### 1993
| Moneta | Caratteristiche                                                  | Dritto                                        | Rovescio                                                                                          | Tiratura                                                         | Immagine |
| ------ | ---------------------------------------------------------------- | --------------------------------------------- | ------------------------------------------------------------------------------------------------- | ---------------------------------------------------------------- | -------- |
| 50¢    | Carta dei diritti KM# 240                                        | James Madison e Montpelier.                   | La torcia della Statua della Libertà.                                                             | 1 000 (autorizzate) 586 315 S (prove) 193 346 W (non circolate)  |          |
| $1     | Carta dei diritti KM# 241                                        | James Madison                                 | Montpelier                                                                                        | 900 000 (autorizzate) 534 001 S (prove) 98 383 D (non circolate) |          |
| $5     | carta dei diritti KM# 242                                        | James Madison                                 | Madison, un'aquila, una torcia e un ramo d'alloro.                                                | 300 000 (autorizzate) 78 561 W (prove) 22 266 W (non circolate)  | obverse  |
| 50¢    | Cinquantesimo anniversario della Seconda guerra mondiale KM# 243 | Tre soldati e una V per la vittoria           | Scena di battaglia                                                                                | 2 000 (autorizzate) 317 396 P (prove) 197 072 P (non circolata)  | obverse  |
| $1     | Cinquantesimo anniversario della Seconda guerra mondiale KM# 244 | Soldato statunitense nell'Operazione Overlord | Manicotto della spalla del Supreme Headquarters Allied Expeditionary Force with Eisenhower quote. | 1 000 (autorizzate) 342} 041 W (prove) 94 708 D (non circolate)  | obverse  |
| $5     | Cinquantesimo anniversario della Seconda guerra mondiale KM# 245 | Soldato statunitense                          | Una V per la vittoria, una citazione di Madison, un'aquila, una torcia e una corona d'alloro.     | 300 000 (autorizzate) 65 461 W (prove) 23 089 W (non circolate)  | obverse  |
| $1     | 250esimo anniversario di Thomas Jefferson KM# 249                | Thomas Jefferson                              | Monticello                                                                                        | 600 000 (autorizzate) 332 891S (prove) 266 927 P (non circolate) |          |

### 1994
| Moneta | Caratteristiche                                        | Dritto                                                                    | Rovescio                                                             | Tiratura                                                         | Immagine |
| ------ | ------------------------------------------------------ | ------------------------------------------------------------------------- | -------------------------------------------------------------------- | ---------------------------------------------------------------- | -------- |
| 50¢    | Campionato mondiale di calcio 1994 KM# 246             | Giocatore di calcio                                                       | Logo del mondiale del 1994                                           | 5 000 (autorizzate) 609 354 P (prove) 168 208 D (non circolate)  |          |
| $1     | Mondiale KM# 247                                       | Giocatrice di calcio                                                      | Logo del mondiale del 1994                                           | 5 000 (autorizzate) 576 978 S (prove) 81 698 D (non circolate)   |          |
| $5     | Mondiale KM# 248                                       | trofeo del Mondiale                                                       | Logo del Mondiale del 1994                                           | 750 000 (autorizzate) 89 619 W (prove) 22 464 W (non circolate)  |          |
| $1     | Memoriale della guerra del Vietnam KM# 250             | Mano tesa che tocca il Vietnam Veterans Memorial                          | Tre medaglie durante la Guerra del Vietnam                           | 500 000 (autorizzate) 226 262 P (prove) 57 317 W (non circolate) |          |
| $1     | Prigionieri statunitensi di guerra KM# 251             | Un'aquila rompe le catene a significare l'ideale di "Libertà"             | Disegni del National Prisoner of War Museum                          | 500 000 (autorizzate) 220 100 P (prove) 54 790 W (non circolate) |          |
| $1     | Memoriale per il servizio militare delle donne KM# 252 | Il servizio delle donne rappresenta i cinque rami dell'esercito degli USA | Disegno approvato del Women In Military Service for America Memorial | 500 000 (autorizzate) 213 201 P (prove) 53 054 W (non circolate) |          |
| $1     | Bicentenario del campidoglio KM# 253                   | Vista della cupola del Campidoglio                                        | Un'aquila, uno scudo e bandiere americane                            | 500 000 (autorizzate) 279 416 S (prove) 68 352 D (non circolate) |          |

### 1995
| Caratteristiche | Civil War Battlefields - authorized by Public Law 102-379 | Civil War Battlefields - authorized by Public Law 102-379 |
| Coin            | 50¢ (copper-nickel clad) KM# 254 | [immagine]                                                |
| Dritto          | Guerra civile | [immagine]                                                |
| Rovescio        | Scena di battaglia; iscrizione “Enriching Our Future By Preserving Our Past.” | [immagine]                                                |
| Tiratura        | 2 000 000 (max.): 330 099 S (prove) & 119 510 (non circolate) | [immagine]                                                |
| Moneta          | $1 (silver) KM# 255 | [immagine]                                                |
| Dritto          | Fante che solleva la borraccia e la poggia sulle labbra di un uomo ferito | [immagine]                                                |
| Rovescio        | Citazione di Joshua Chamberlain: In great deeds something abides. On great fields something stays. Forms change and pass, bodies disappear, but spirits linger to consecrate ground for the visionplace of souls. | [immagine]                                                |
| Tiratura        | 1 000 000 (max.): 437 114 S (prove), 45 866 P (non circolate) | [immagine]                                                |
| Moneta          | $5 (oro) KM# 256 | [immagine]                                                |
| Dritto          | Trobettiere della guerra civile sulla groppa di un cavallo | [immagine]                                                |
| Rovescio        | Aquila calva | [immagine]                                                |
| Tiratura        | 300 000 (max.): 55 246 W(prove) & 12 735 (nno circolate) | [immagine]                                                |

| Caratteristiche | Centanario delle monete olimpiche (1995 serie) – autorizzato dalla legge 102-390 | Centanario delle monete olimpiche (1995 serie) – autorizzato dalla legge 102-390 |
| Moneta          | 50¢ (copper-nickel clad) KM# 257                                                 | [immagine]                                                                       |
| Dritto          | Uomo che gioca a basket                                                          | [immagine]                                                                       |
| Rovescio        | La commissione di Atlanta per i Giochi Olimpici                                  | [immagine]                                                                       |
| Tiratura        | 2 000 000 (max.): 169 655 S (prove) & 171 001 (non circolate)                    | [immagine]                                                                       |
| Moneta          | $1 (argento) KM# 259                                                             | [immagine]                                                                       |
| Dritto          | Un corridore cieco e il simbolo delle Paralimpiadi                               | [immagine]                                                                       |
| Rovescio        | Mani giunte a rappresentare la fratellanza e lo spirito di squadra               | [immagine]                                                                       |
| Tiratura        | 750 000 (max.): 138 337 P (prove) & 28 649 D (non circolate)                     | [immagine]                                                                       |
| Moneta          | $1 (silver) KM# 260                                                              | [immagine]                                                                       |
| Dritto          | Ginnasta                                                                         | [immagine]                                                                       |
| Rovescio        | Mani giunte a rappresentare la fratellanza e lo spirito di squadra               | [immagine]                                                                       |
| Tiratura        | 750 000 (max.): 182 676 P (prove) & 42 497 D (non circolate)                     | [immagine]                                                                       |
| Moneta          | $5 (gold) KM# 261                                                                | [immagine]                                                                       |
| Dritto          | Corridore con la torcia                                                          | [immagine]                                                                       |
| Rovescio        | Aquila calva con una bandiera nel becco                                          | [immagine]                                                                       |
| Tiratura        | 175 000 (max.): 57 442 W (prove) & 14 675 (non circolate)                        | [immagine]                                                                       |
| Moneta          | 50¢ (placcato con rame e nichel) KM# 262                                         | [immagine]                                                                       |
| Dritto          | Baseball maschile                                                                | [immagine]                                                                       |
| Rovescio        | Il Consiglio di Atlanta per i giochi olimpici                                    | [immagine]                                                                       |
| Tiratura        | 2 000 000 (max.): 118 087 (prove) & 164 605 (non circolate)                      | [immagine]                                                                       |
| Moneta          | $1 (argento) KM# 263                                                             | [immagine]                                                                       |
| Dritto          | Ciclista (uomo)                                                                  | [immagine]                                                                       |
| Rovescio        | Mani giunte a rappresentare la fratellanza e lo spirito di squadra               | [immagine]                                                                       |
| Tiratura        | 750 000 (max.): 118 795 (prove) & 19 662 D (non circolate)                       | [immagine]                                                                       |
| Coin            | $1 (argento) KM# 264                                                             | [immagine]                                                                       |
| Dritto          | Pista di gara maschile                                                           | [immagine]                                                                       |
| Rovescio        | Mani giunte a rappresentare la fratellanza e lo spirito di squadra               | [immagine]                                                                       |
| Tiratura        | 750 000 (max.): 136 935 P (prove) & 24 796 D (non circolate)                     | [immagine]                                                                       |
| Moneta          | $5 (oro) KM# 265                                                                 | [immagine]                                                                       |
| Dritto          | Dipinto dello stadio olimpico                                                    | [immagine]                                                                       |
| Rovescio        | Un'aquila calva con una bandiera nel becco                                       | [immagine]                                                                       |
| Tiratura        | 175 000 (max.): 43 124 W (prove) & 10 579 (non circolate)                        | [immagine]                                                                       |

| Caratteristiche | Moneta degli Special Olympics – autorizzata dalla legge 103-328 | Moneta degli Special Olympics – autorizzata dalla legge 103-328 |
| Moneta          | $1 (argento) KM# 266                                            | [immagine]                                                      |
| Dritto          | Il fondatore degli Special Olympics Eunice Kennedy Shriver.     | [immagine]                                                      |
| Rovescio        | Medaglia degli Special Olympics, una rosa e una citazione       | [immagine]                                                      |
| Tiratura        | 800 000 (max.): 351 764 P (prove) & 89 301 W (non circolate)    | [immagine]                                                      |

### 1996
| Caratteristiche | Centenario giochi olimpici (1996 serie) – autorizzate dalla legge 102-390                                                                                                | Centenario giochi olimpici (1996 serie) – autorizzate dalla legge 102-390 |
| Moneta          | 50¢ (placcato in rame e nichel) KM# 267 | [immagine]                                                                |
| Dritto          | Nuotatore maschile | [immagine]                                                                |
| Rovescio        | Il Consiglio dei Giochi olimpici di Atlanta con una fiamma, una torcia, gli anelli, una colonna greca e un “100” per ricordare il centenario dei Moderni giochi olimpici | [immagine]                                                                |
| Tiratura        | 3 000 000 (max.): 77 962 S (prove) & 49 533 (non circolate) | [immagine]                                                                |
| Moneta          | $1 (argento) KM# 268 | [immagine]                                                                |
| Dritto          | Un atleta su sedia a rotelle in una gara campestre | [immagine]                                                                |
| Rovescio        | Marchio del Consiglio dei giochi olimpici di Atlanta con una torcia e una fiamma                                                                                         | [immagine]                                                                |
| Tiratura        | 1 000 000 (max.): 84 280 P (prove) & 14 497 D (non circolate) | [immagine]                                                                |
| Moneta          | $1 (argento) KM# 269 | [immagine]                                                                |
| Dritto          | Donna che gioca a tennis | [immagine]                                                                |
| Rovescio        | Marchio del Consiglio dei giochi olimpici di Atlanta con una torcia e una fiamma                                                                                         | [immagine]                                                                |
| Tiratura        | 1 000 000 (max.): 92 016 P (prove) & 15 983 D (non circolate) | [immagine]                                                                |
| Moneta          | $5 (oro) KM# 270 | [immagine]                                                                |
| Dritto          | La luce della fiamma dei giochi olimpici | [immagine]                                                                |
| Rovescio        | Marchio del Consiglio dei giochi olimpici di Atlanta circondata con foglie di alloro                                                                                     | [immagine]                                                                |
| Tiratura        | 300 000 (max.): 38 555 W (prove) & 9 210 (non circolate) | [immagine]                                                                |
| Moneta          | 50¢ (placcata in rame e nichel) KM# 271 | [immagine]                                                                |
| Dritto          | Donna che gioca a calcio | [immagine]                                                                |
| Rovescio        | Il Consiglio dei Giochi olimpici di Atlanta con una fiamma, una torcia, gli anelli, una colonna greca e un “100” per ricordare il centenario dei Moderni giochi olimpici | [immagine]                                                                |
| Tiratura        | 3 000 000 (max.): 122 412 S (prove) & 52 836 (non circolate) | [immagine]                                                                |
| Moneta          | $1 (argento) KM# 272 | [immagine]                                                                |
| Dritto          | Uomo che voga | [immagine]                                                                |
| Rovescio        | Marchio del Consiglio dei giochi olimpici di Atlanta con una torcia e una fiamma                                                                                         | [immagine]                                                                |
| Tiratura        | 1 000 000 (max.): 151 890 P (prove) & 16 258 D (non circolate) | [immagine]                                                                |
| Moneta          | $1 (argento) KM# A272 | [immagine]                                                                |
| Dritto          | Un atleta esegue "Stile Fosbury" | [immagine]                                                                |
| Rovescio        | Marchio del Consiglio dei giochi olimpici di Atlanta con una torcia e una fiamma                                                                                         | [immagine]                                                                |
| Tiratura        | 1 000 000 (max.): 124 502 P (prove) & 15 697 D (non circolate) | [immagine]                                                                |
| Moneta          | $5 (oro) KM# 274 | [immagine]                                                                |
| Dritto          | Atleta, seguito da una folla di persone, che porta una bandiera | [immagine]                                                                |
| Rovescio        | Marchio del Consiglio dei giochi olimpici di Atlanta circondata con foglie di alloro                                                                                     | [immagine]                                                                |
| Tiratura        | 300 000 (max.): 32 886 W (prove) & 9 174 (non circolate) | [immagine]                                                                |

| Caratteristiche | National Community Service – autorizzate dalla legge 103-328     | National Community Service – autorizzate dalla legge 103-328 |
| Moneta          | $1 (argento) KM# 275                                             | [immagine]                                                   |
| Dritto          | Figura stante della Libertà                                      | [immagine]                                                   |
| Rovescio        | Iscrizione "Service for America" al centro, circondata da alloro | [immagine]                                                   |
| Tiratura        | 500 000 (max.): 101 543 S (prove) & 23 500 (non circolate)       | [immagine]                                                   |

| Caratteristiche | 150esimo anniversario del Smithsonian Institution – autorizzate dalla legge 104-196 | 150esimo anniversario del Smithsonian Institution – autorizzate dalla legge 104-196 |
| Moneta          | $1 (argento) KM# 276                                                                | [immagine]                                                                          |
| Dritto          | Smithsonian Institution, conosciuto come il "Castello"                              | [immagine]                                                                          |
| Rovescio        | Figura allegorica in cima al mondo                                                  | [immagine]                                                                          |
| Tiratura        | 650 000 (max.): 129 152 P (prove) & 31 230 D (non circolate)                        | [immagine]                                                                          |
| Moneta          | $5 (oro) KM# 277                                                                    | [immagine]                                                                          |
| Dritto          | Ritratto di James Smithson                                                          | [immagine]                                                                          |
| Rovescio        | Simbolo smithsoniano                                                                | [immagine]                                                                          |
| Tiratura        | 100 000 (max.): 29 474 W (prove) & 9 068 (non circolate)                            | [immagine]                                                                          |

### 1997
| Caratteristiche | U.S. Botanic Garden – autorizzate dalla legge 103-328      | U.S. Botanic Garden – autorizzate dalla legge 103-328 |
| Moneta          | $1 (argento) KM# 278                                       | [immagine]                                            |
| Dritto          | Una facciata francese multiarcata del U.S. Botanic Garden  | [immagine]                                            |
| Rovescio        | una ghirlanda di rose attorno a una rosa                   | [immagine]                                            |
| Tiratura        | 500 000 (max.): 264 528 P (prove) & 57 272 (non circolate) | [immagine]                                            |

| Caratteristiche | Jackie Robinson – autorizzate dalla legge 104-329                                                                        | Jackie Robinson – autorizzate dalla legge 104-329 |
| Moneta          | $1 (argento) KM# 279 | [immagine]                                        |
| Dritto          | Jackie Robinson prende la casa-base durante la World Series del 1955                                                     | [immagine]                                        |
| Rovescio        | Cinquantesimo anniversario della Jackie Robinson Foundation limitata ai "Rookie of the Year 1947," e "Hall of Fame 1962" | [immagine]                                        |
| Tiratura        | 200 000 (max.): 110 495 P (prove) & 30 007 (non circolate)                                                               | [immagine]                                        |
| Moneta          | $5 (oro) KM# 280 | [immagine]                                        |
| Dritto          | Ritratto di Jackie Robinson                                                                                              | [immagine]                                        |
| Rovescio        | Iscrizione "Legacy of Courage"                                                                                           | [immagine]                                        |
| Tiratura        | 100 000 (max.): 24 072 W (prove) & 5 202 (non circolate)                                                                 | [immagine]                                        |

| Cartatteristiche | Law Enforcement Memorial – autorizzate dalla legge 104-329                                                                        | Law Enforcement Memorial – autorizzate dalla legge 104-329 |
| Moneta           | $1 (argento) KM# 281 | [immagine]                                                 |
| Dritto           | Ufficiali della United States Park Police: Robert Chelsey and Kelcy Stefansson mentre lucidano la taghetta del nome di un collega | [immagine]                                                 |
| Rovescio         | Emblema delle National Law Enforcement Memorial                                                                                   | [immagine]                                                 |
| Tiratura         | 500 000 (max.): 110 428 P (prove) & 28 575 (non circolate)                                                                        | [immagine]                                                 |

| Caratteristiche | Franklin Delano Roosevelt – autorizzate dalla legge 104-329 | Franklin Delano Roosevelt – autorizzate dalla legge 104-329 |
| Moneta          | $5 (oro) KM# 282                                            | [immagine]                                                  |
| Dritto          | Ritratto del presidente Roosevelt                           | [immagine]                                                  |
| Rovescio        | Sigillo presidenziale all'inaugurazione del FDR’s del 1933  | [immagine]                                                  |
| Tiratura        | 100 000 (max.): 29 474 W (prove) & 11 894 (non circolate)   | [immagine]                                                  |

### 1998
| Moneta | Caratteristiche           | Dritto            | Rovescio                                                                           | Tiratura                                                         | Immagine |
| ------ | ------------------------- | ----------------- | ---------------------------------------------------------------------------------- | ---------------------------------------------------------------- | -------- |
| $1     | Robert F. Kennedy KM# 287 | Robert F. Kennedy | Sigillo del United States Department of Justice e Seal of the United States Senate | 500 000 (autorizzate) 99 020 S (prove) 106 422 S (non circolate) | Obverse  |
| $1     | Black Patriot KM# 288     | Crispus Attucks   | Black Patriots Memorial                                                            | 500 000 (autorizzate) 75 070 S (prove) 37 210 S (non circolate)  |          |

### 1999
| Moneta | Caratteristiche                                       | Dritto                                                    | Rovescio                                                | Tiratura                                                         | Immagine |
| ------ | ----------------------------------------------------- | --------------------------------------------------------- | ------------------------------------------------------- | ---------------------------------------------------------------- | -------- |
| $1     | First Lady Dolley Madison KM# 298                     | Dolley Madison.                                           | Immagine di Montpelier                                  | 500 000 (autorizzate) 158 247 P (prove) 22 948 P (non circolate) | Obverse  |
| $1     | Yellowstone National Park KM# 299                     | Un geyser con i tre vari panorami del parco sullo sfondo. | Un bufalo americano, con uno splendente sole brillante. | 500 000 (autorizzate) 128 646 P (prove) 23 614 P (non circolate) | Obverse  |
| $5     | Bicentenario della morte di George Washington KM# 300 | Profilo di George Washington                              | aquila calva                                            | 100 000 (autorizzate) 41 693 W (prove) 22 511 W (non circolate)  | Obverse  |

## Anni 2000

### 2000
| Moneta       | Caratteristiche                  | Dritto                                                         | Rovescio                                                               | Tiratura                                                          | Immagine |
| ------------ | -------------------------------- | -------------------------------------------------------------- | ---------------------------------------------------------------------- | ----------------------------------------------------------------- | -------- |
| $1           | Biblioteca del Congresso KM# 311 | Un libro aperto a cui si sovrappone la torcia della conoscenza | La resa architettonica della cupola della Biblioteca.                  | 500 000 (autiorizzate) 196 900 P (prove) 52 771 P (non circolate) |          |
| $10          | Biblioteca del Congresso KM# 312 | Mano di Minerva tocca la torcia del sapere.                    | La Biblioteca circondata da una foglia d'alloro                        | 200 000 W (autorizzate) 27 167 W (prove) 6 683 W (non circolate)  |          |
| $1           | Leif Erikson KM# 313             | Ritratto di Leif Ericson.                                      | Nave di Ericson.                                                       | 500 000 (autorizzate) 58 612 P (prove) 28 150 P (non circolate)   | Obverse  |
| 1 000 Krónur | Ericson e la corona islandese    | Immagine di una scultura di Stirling Calder di Leif Ericson.   | Un'aquila, un drago, un toro and il gigante dallo stemma dell'Islanda. | 150 000 (autorizzate) 15 947 (prove)                              |          |

### 2001
| Moneta | Caratteristiche                                                                    | Dritto                                                                            | Rovescio                                                                             | Tiratura                                                          | Immagine |
| ------ | ---------------------------------------------------------------------------------- | --------------------------------------------------------------------------------- | ------------------------------------------------------------------------------------ | ----------------------------------------------------------------- | -------- |
| $1     | Dollaro del bufalo americano (sul modello del 1913-1938 Nichelino Buffalo) KM# 325 | Profilo che rappresenta un Nativo americano                                       | Bufalo americano                                                                     | 500 000 (autorizzate) 272 869 P (prove) 197 131 D (non circolate) | Obverse  |
| 50¢    | U.S. Capitol Visitor Center KM# 323                                                | United States Capitol entro le linee descrittive del Campidoglio al giorno d'oggi | 16 stelle e l'iscrizione "32 Senators; 106 House Members."                           | 750 000 (autorizzate) 77 962 P (prove) 99 157 P (non circolate)   | Obverse  |
| $1     | U.S. Capitol Visitor Center KM# 324                                                | United States Capitol entro le linee descrittive del Campidoglio al giorno d'oggi | Aquila calva avvolta da una bandiera con l'iscrizione "U.S. Capitol Visitor Center." | 500 000 (autorizzate) 143 793 P (prove) 66} 636 P (non circolate) | Obverse  |
| $5     | U.S. Capitol Visitor Center KM# 326                                                | Colonna corinzia.                                                                 | Immagine dell'origine costruzione sul Campidoglio                                    | 100 000 (autorizzate) 27 652 W (prove) 6 761 W (non circolate)    | Obverse  |

### 2002
| Moneta | Caratteristiche                                           | Dritto | Rovescio                                                          | Tiratura                                                          | Immagine |
| ------ | --------------------------------------------------------- | --- | ----------------------------------------------------------------- | ----------------------------------------------------------------- | -------- |
| $1     | Giochi olimpici invernali KM# 336                         | Emblema di cristallo dei XIX giochi olimpici invernali, anelli olimpici e il secondo marchio dei giochi olimpici intitolato: "Rhythm of the Land." | Il cielo di Salt Lake City con le Montagne Rocciose sullo sfondo. | 400 000 (autorizzate) 142 873 P (prove) 35 388 P (non circolate)  | Obverse  |
| $5     | Giochi olimpici invernali KM# 337                         | Emblema di cristallo dei XIX giochi olimpici invernali, anelli olimpici e il secondo marchio dei giochi olimpici intitolato: "Rhythm of the Land." | Fiamma olimpica in cima a un calderone                            | 80 000 (autorizzate) 32 877 W (prove) 10 585 W (non circolate)    | Obverse  |
| $1     | Bicentenario della United States Military Academy KM# 338 | Una parata della Military Academy's Washington Hall e con il Cadet Chapel sullo sfondo.                                                            | United States Military Academy Bicentennial logo.                 | 500 000 (autorizzate) 288 293 W (prove) 103 201 W (non circolate) | Obverse  |

### 2003
| Moneta | Caratteristiche                   | Dritto                                    | Rovescio | Tiratura                                                         | Immagine |
| ------ | --------------------------------- | ----------------------------------------- | --- | ---------------------------------------------------------------- | -------- |
| 50¢    | Centanario del primo volo KM# 348 | Il monumento nazionale ai fratelli Wrighy | Un'immagine Wright Flyer mentre compie il primo volo, con Orville Wright a bordo e suo fratello Wilbur a terra. | 750 000 (autorizzate) 111 569 P (prove) 57 726 P (non circolate) | Obverse  |
| $1     | Centenario del primo volo KM# 349 | Orville and Wilbur Wright di profilo      | Un'immagine del Wright Flyer, in volo presso le Kill Devil Hill, vicino Kitty Hawk.                             | 500 000 (autorizzate) 193 086 P (prove) 53 761 P (non circolate) | Obverse  |
| $10    | Centenario del primo volo KM# 350 | Ritratto di Orville e Wilbur Wright       | Un'aquila in volo, sopra l'immagine del Wright Flyer.                                                           | 100 000 (autorizzate) 21 846 P (prove) 10 129 P (non circolate)  | Obverse  |

### 2004
| Moneta | Caratteristiche                                         | Dritto                                                                                        | Rovescio | Tiratura                                                         | Immagine |
| ------ | ------------------------------------------------------- | --------------------------------------------------------------------------------------------- | --- | ---------------------------------------------------------------- | -------- |
| $1     | Thomas Alva Edison KM# 362                              | Ritratto di Thomas Edison mentre compie un esperimento con una lampadina nel suo laboratorio. | La prima lampadina di Edison. | 500 000 (autorizzate) 213 409 P (prove) 68 031 P (non circolate) |          |
| $1     | Bicentenario della spedizione di Lewis e Clarck KM# 363 | I due su una riva di un ruscello che pianificano un altro giorno di esplorazioni.             | Due piume, un'immagine dell'originale Indian Peace Medal circondata da 17 stelle che rappresentano il numero di stati dell'unione nel 1804. | 500 000 (autorizzate) 288 492 P (prove) 90 323 P (non circolate) |          |

### 2005
| Moneta | Caratteristiche                                         | Dritto                                  | Rovescio                                       | Tiratura                                                           | Immagine |
| ------ | ------------------------------------------------------- | --------------------------------------- | ---------------------------------------------- | ------------------------------------------------------------------ | -------- |
| $1     | Il Presidente della Corte suprema John Marshall KM# 375 | Profilo di John Marshall.               | Vista della Old Supreme Court Chamber.         | 400 000 (autorizzate) 141 993 P (prove) 48 953 P (non circolate)   |          |
| $1     | 230esimo anniversario delle Marine Corps KM# 376        | La storica Raising the Flag on Iwo Jima | Eagle, Globe, and Anchor (emblema dei Marines) | 600 000 (autorizzate) 370 000 P (prove) 130} 000 P (non circolate) | Obverse  |

### 2006
| Moneta | Caratteristiche                             | Dritto                                                                             | Rovescio                                                                                   | Tiratura                                                         | Immagine |
| ------ | ------------------------------------------- | ---------------------------------------------------------------------------------- | ------------------------------------------------------------------------------------------ | ---------------------------------------------------------------- | -------- |
| $1     | Benjamin Franklin "Scienziato" KM# 387      | Rappresentazione del famoso kit di esperimenti di Benjamin Franklin                | "Join, or Die", la caricatura di Franklin.                                                 | 250 000 (autorizzata) 142 000P (prove) 58000 P (non circolate)   |          |
| $1     | Benjamin Franklin "Padre fondatore" KM# 388 | Immagine di Benjamin Franklin                                                      | Presa da un dollaro continentale del 1776, con gli originali disegni di Benjamin Franklin. | 250 000 (autorizzate) 142 000 P (prove) 58 000 P (non circolate) |          |
| $1     | Zecca di San Francisco KM# 394              | Un designo originariamento posto su una medaglia della zecca di San Francisco.     | Una replica del dollaro Morgan con l'aquila sul dritto.                                    | 500 000 (autorizzate) 255 700 S (prove) 65 609 S (non circolate) |          |
| $5     | Zecca di San Francisco KM# 395              | Una replica dell'originaria struttura della zecca progettata da Alfred B. Mullett. | Una replica del Mezzo Eagle Coronet del 1906 con l'aquila sul dritto.                      | 100 000 (autorizzate) 41 517 S (prove) 16 230 S (non circolate)  |          |

### 2007
| Moneta | Caratteristiche                     | Dritto                                                                                          | Rovescio | Tiratura                                                         | Immagine |
| ------ | ----------------------------------- | ----------------------------------------------------------------------------------------------- | --- | ---------------------------------------------------------------- | -------- |
| $1     | Jamestown 400th Anniversary KM# 405 | Le tre facce della diversità, rappresentano le tre culture che si riuniscono a Jamestown.       | Una rappresentazione di Susan Constant, Godspeed, Discovery che portarono i primi abitanti a Jamestown nel 1607.        | 500 000 (autorizzate) 258 802 P (prove) 79 801 P (non circolate) | obverse  |
| $5     | Jamestown 400th Anniversary KM# 406 | John Smith saluta un indiano con una borsa di mais.                                             | Una corrente rappresentazione della Jamestown Memorial Church, l'unica struttura originaria ancora intatta a Jamestown. | 100 000 (autorizzate) 47 050 W (prove) 18 843 W (non circolate)  | obverse  |
| $1     | Little Rock Nine KM# 418            | Gambe e piedi degli studenti, accompagnate da un soldato armato, mentre camminano verso scuola. | Little Rock Central High School circa 1957                                                                              | 500 000 (autorizzate) 124 618 P (prove) 66 093 P (non circolate) |          |

### 2008
| Moneta | Caratteristiche      | Dritto                                                   | Rovescio                                                              | Tiratura                                                          | Immagine |
| ------ | -------------------- | -------------------------------------------------------- | --------------------------------------------------------------------- | ----------------------------------------------------------------- | -------- |
| 50¢    | Aquila calva KM# 438 | Due piccole aquile siedono in un nido con un uovo.       | La famosa aquila "Challenger" con la bandiera americana sullo sfondo. | 750 000 (autorizzate) 222 577 S (prove) 120 180 S (non circolate) |          |
| $1     | Aquila calva KM# 439 | Aquila calva in volo                                     | The Great Seal da 1782 al 1841.                                       | 500 000 (autorizzata) 243 558 P (prove) 110 073 P (non circolate) |          |
| $5     | Aquila calva KM# 440 | Due piccole aquile su un ramo nel loro habitat naturale. | Il corrente Great Seal (stemma degli USA).                            | 100 000 (autorizzate) 59 269 W (prove) 13 467 W (non circolate)   |          |

### 2009
| Moneta | Caratteristiche         | Dritto           | Rovescio                            | Tiratura                                                          | Immagine |
| ------ | ----------------------- | ---------------- | ----------------------------------- | ----------------------------------------------------------------- | -------- |
| $1     | Abraham Lincoln KM# 454 | Busto di Lincoln | Estratto del Discorso di Gettysburg | 500 000 (autorizzate) 375 000 P (prove) 125 000 P (non circolate) |          |
| $1     | Louis Braille KM# 455   | Busto di Braille | Bambino che legge in Braille        | 400 000 (autorizzate) 135 235 P (prove) 82 639 P (non circolate)  |          |

## Anni 2010

### 2010
| Moneta | Caratteristiche                                     | Dritto                                                                      | Rovescio                                                                      | Tiratura                                                          | Immagine |
| ------ | --------------------------------------------------- | --------------------------------------------------------------------------- | ----------------------------------------------------------------------------- | ----------------------------------------------------------------- | -------- |
| $1     | Un veterano di guerra statunitense disabile KM# 479 | Gambe e stivali di tre veterani                                             | Alcuni Nontiscordardimé alla base di una corona di fiori avvolta in un nastro | 350 000 (autorizzate) 189 881 W (prove) 77 859 W (non circolate)  | obverse  |
| $1     | Boy Scouts of America KM# 480                       | Cub Scout nella campagna con Boy Scout e una femmina Venturer sullo sfondo. | L'emblema universale dei Boy Scouts of America                                | 350 000 (autorizzate) 245 000 P (prove) 105 000 P (non circolate) |          |

### 2011
| Moneta | Caratteristiche            | Dritto                                                                                    | Rovescio                                                                                                 | Tiratura                                                         | Immagine |
| ------ | -------------------------- | ----------------------------------------------------------------------------------------- | --- | ---------------------------------------------------------------- | -------- |
| $1     | Medal of Honor KM# 504     | Versioni correnti dell'Army, Navy e Air Force Medals of Honor                             | Un soldato carica un commilitone ferito                                                                  | 500 000 (autorizzate) 112 850 S (prove) 44 769 S (non circolate) | obverse  |
| $5     | Medal of Honor KM# 505     | La versione originale del 1861 della medaglia                                             | Minerva che prende uno scudo e la bandiera dell'Unione, fiancheggiata da un cannone della guerra civile. | 100 000 (autorizzate) 18 012 S (prove) 8 251 S (non circolate)   | obverse  |
| 50¢    | United States Army KM# 506 | Soldati della U.S. Army, due uomini costruiscono una difa e a Redstone Army rocket        | Soldati con un moschetto e 13 stelle                                                                     | 750 000 (autorizzate) 68 349 S (prove) 39 461 D (non circolate)  | —        |
| $1     | United States Army KM# 507 | Soldati maschi e femmine                                                                  | Stemma degli Stati Uniti circondato dalle sette virtù dell'Army                                          | 500 000 (autorizzate) 119 829 S (prove) 43 517 S (non circolate) | —        |
| $5     | United States Army KM# 508 | Guerra civile e continentale moderna, soldati della prima e della seconda guerra mondiale | Emblema del U.S. Army, armi tradizionali, includendo armature, cannoni e bandiere crociate               | 100 000 (autorizzate) 17 173 P (prove) 8 062 P (non circolate)   | —        |

### 2012
| Moneta | Caratteristiche                                                   | Dritto | Rovescio                                                 | Tiratura              | Immagine |
| ------ | ----------------------------------------------------------------- | --- | -------------------------------------------------------- | --------------------- | -------- |
| $1     | Fante della United States Army e National Infantry Museum KM# 529 | Moderna avanzata dei fanti                                                                                            | Insegna dei fucili crociati.                             | 350 000 (autorizzate) | —        |
| $1     | The Star-Spangled Banner KM# 530                                  | La Lady della Libertà agita 15 stelle e 15 strisce della bandiera Star-Spangled Banner con Fort McHenry sullo sfondo. | L'avvicinamento alla moderna bandiera degli Stati Uniti. | 500 000 (autorizzate) | —        |
| $5     | Star-Spangled Banner KM# 531                                      | Scena di battaglia navale dalla guerra anglo-americana .                                                              | O say can you see in uno scritto di Francis Scott Key.   | 100 000 (autorizzate) | —        |

### 2013
| Moneta | Caratteristiche                                                       | Dritto                                          | Rovescio                                           | Tiratura              | Immagine |
| ------ | --------------------------------------------------------------------- | ----------------------------------------------- | -------------------------------------------------- | --------------------- | -------- |
| $1     | Centenario delle Girl Scouts of the United States of America          | Tre ragazze rappresentano la diversità di età . | Il simbolico profilo delle scout.                  | 350 000 (autorizzate) | —        |
| 50¢    | US Army 5-Star Generals e il Command and General Staff College (CGSC) | Henry Arnold e Omar Bradley                     | Stemma araldico di Fort Leavenworth, sito di CGSC. | 750 000 (autorizzate) | —        |
| $1     | US Army 5-Star Generals & (CGSC)                                      | George C. Marshall e Dwight D. Eisenhower       | Il Leavenworth Lamp, il simbolo del CGSC.          | 500 000 (autorizzata) | —        |
| $5     | US Army 5-Star Generals & (CGSC)                                      | Douglas MacArthur                               | Il Leavenworth Lamp, il simbolo del CGSC.          | 100 000 (autorizzate) | —        |

### 2014
| Moneta | Caratteristiche           | Dritto                                                      | Rovescio               | Tiratura              | Immagine |
| ------ | ------------------------- | ----------------------------------------------------------- | ---------------------- | --------------------- | -------- |
| $1     | Civil Rights Act del 1964 | Tre persone prendono parte alla marcia per i diritti civili | Tre fiamme intrecciate | 350 000 (autorizzata) |          |
| 50¢    | Baseball Hall Of Fame     | Guanto da baseball                                          | Baseball               | 750 000 (autorizzate) | —        |
| $1     | Baseball Hall Of Fame     | Guanto da baseball                                          | Baseball               | 400 000 (autorizzate) | —        |
| $5     | Baseball Hall Of Fame     | Guanto da baseball                                          | Baseball               | 50 000 (autorizzate)  | —        |

### 2015
| Moneta | Caratteristiche                                        | Dritto     | Rovescio | Tiratura              | Immagine |
| ------ | ------------------------------------------------------ | ---------- | -------- | --------------------- | -------- |
| 50¢    | United States Marshals Service (225th anniversary)     | (placcato) |          | 750 000 (autorizzato) | —        |
| $1     | United States Marshals Service (225esimo anniversario) | (argento)  |          | 500 000 (autorizzate) | —        |
| $5     | United States Marshals Service (225esimo anniversario) | (oro)      |          | 100 000 (autorizzate) | —        |
| $1     | March of Dimes                                         | (argento)  |          | 500 000 (autorizzate) | —        |

### 2016
| Moneta | Caratteristiche | Dritto    | Rovescio | Tiratura              | Immagine |
| ------ | --------------- | --------- | -------- | --------------------- | -------- |
| $1     | Mark Twain      | (Argento) |          | 350 000 (autorizzate) | —        |
| $5     | Mark Twain      | (oro)     |          | 100 000 (autorizzate) | —        |

### 2017
| Moneta | Caratteristiche                              | Dritto    | Rovescio | Tiratura              | Immagine |
| ------ | -------------------------------------------- | --------- | -------- | --------------------- | -------- |
| $1     | Lions Clubs International Century of Service | (Argento) |          | 400 000 (autorizzate) | —        |